# Charles Stoddart

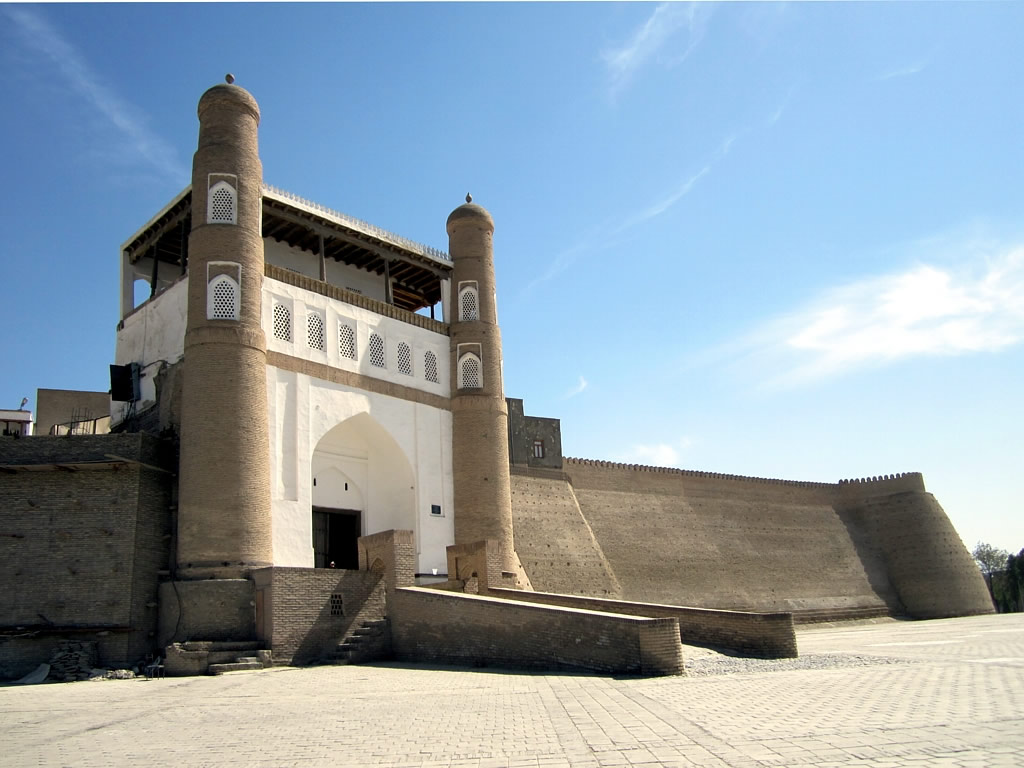
Entrada da Ark, a cidadela de Bucara, onde Stoddart foi executado em 1842

Charles Stoddart (Ipswich, 2 de julho de 1807 — Bucara, 17 de junho de 1842) foi um oficial de engenharia e diplomata britânico que ficou célebre devido ao seu papel na Ásia Central, naquilo a que ficou conhecido como o "Grande Jogo", um termo cunhado pelo seu último companheiro de infortúnio, o capitão Arthur Conolly. Após ter passado três anos preso na capital do Emirado de Bucara, foi executado por decapitação juntamente com Conolly.

## Biografia
Charles Stoddart era filho do major Stephen Stoddart (1763–1812) e de Katherine Randal (1773–1824) e frequentou a Norwich School antes de entrar para o Real Colégio Militar de Sandhurst, após o que foi nomeado oficial do Royal Staff Corps (corpo de engenharia militar do Exército Britânico), em 15 de março de 1823.
Saiu do Royal Staff Corps em 7 de fevereiro de 1834, quando era capitão e, depois de ocupar vários cargos na administração militar em Londres, em 1835 foi nomeado secretário militar do embaixador britânico na Pérsia, Henry Ellis. Em 1838 foi promovido a tenente-coronel e fez parte do estado-maior de John McNeill, embaixador na corte de Maomé Xá Cajar. Nesse posto participou nas negociações que puseram fim ao  cerco de Herate pelas tropas do xá em 9 de setembro de 1838. Após o levantamento do cerco, Stoddart entrou em Herate e encontrou-se com Eldred Pottinger, um oficial de inteligência britânico que esteve na cidade durante o cerco.
Quando se faziam os preparativos para o ataque que marcaria o início da Primeira Guerra Anglo-Afegã, Stoddart foi enviado como emissário ao emir de Bucara Nasrulá Cã (Nasr-Allah bin Haydar Tora) para lhe assegurar que nada tinha a temer com a ofensiva britânica no Afeganistão. Além disso, foi incumbido de propor um tratado de amizade com o Reino Unido e de tentar convencer o emir a libertar os escravos russos do emirado, a fim de que o czar russo ficasse sem pretexto para o atacar.
Stoddart chegou a Bucara a 17 de dezembro de 1838 e depois duma primeira audiência com o emir, foi encarcerado numa masmorra. Pouco se sabe sobre as razões dessa prisão; alegadamente havia rumores de que ele era um espião russo e ele terá cometido alguns erros de protocolo que foram considerados ofensivos. Algumas fontes mencionam o total desconhecimento da etiqueta oriental, pelo que alguns dos seus atos foram entendidos como sinal de arrogância e desrespeito, que provocaram a ira do emir. Entrou na cidade quando devia ter desmontado, saudou o emir quando ia a cavalo, recebendo em troca um olhar "demoníaco", desdenhou um servo em vez de dar o esperado sinal de submissão e não levava presentes nem cartas da rainha Vitória. Fossem quais fossem as razões, tornou-se um joguete nas negociações entre o emir e os britânicos e as condições da sua detenção, quase sempre deploráveis, foram variando em função dos sucessos ou fracassos obtidos pelo Império Britânico na região. Começou por ser preso no chamado "Poço dos Bichos", um buraco com seis metros de profundidade "infestado de evrmes" pelo qual só se entrava ou saía com uma corda. Depois passou para o menos mau "Buraco Negro". Quando os britânicos tomaram Cabul, em julho de 1839, chegou a viver na casa do chefe da polícia, mas passado algum tempo esteve à beira de ser executado, só não o tendo sido porque se converteu ao islão, após o que viveu algum tempo em prisão domiciliária.
A 10 de novembro de 1841 chegou a Bucara o capitão britânico Arthur Conolly, que há mais de um ano que andava no território do atual Usbequistão com a missão de tentar unir os canatos rivais locais (Quiva, Cocande e Bucara) numa aliança com o Império Britânico para fazer face aos avanços do Império Russo e de libertar Stoddart. Conolly foi inicialmente bem recebido, mas rapidamente o emir convenceu-se que ele e Stoddart eram espiões que conspiravam para o derrubar e sentiu-se vexado pelo que entendeu serem sinais de desdém na correspondência diplomática com Londres e Calcutá, pelo que o mandou prender, provavelmente na terceira semana de dezembro de 1841. Entretanto, o vizir de Herate escreveu a Nasrulá dizendo que Cã Ali (Conolly) era um espião, o governador-geral da Índia referia-se a Conolly como um "viajante privado" e a rainha Vitória nunca respondeu a uma carta enviada pelo emir.
A pesada derrota dos britânicos frente ao emir afegão Doste Maomé Cã na Batalha de Gandamak, também conhecida como "Massacre do exército de Elphinstone", travada em janeiro de 1842, levou a que o emir percebesse que não havia grande perigo de represálias, pelo que se esfumou qualquer esperança de sobrevivência dos dois detidos. A 17 de junho de 1842 os dois foram levados para a praça em frente à Ark (fortaleza) onde, em frente a uma multidão silenciosa, foram obrigados a cavar as suas sepulturas. O coronel Stoddart denunciou em voz alta a tirania do emir antes de ser decapitado; Conolly foi decapitado a seguir. Os corpos dos dois ficaram em exposição na praça, juntamente com numerosas outras vítimas da justiça do emir.

## Rescaldo
O governo britânico nunca deu quaisquer sinais de ter estado na disposição de fazer alguma coisa para libertar os prisoneiros de Bucara. Por iniciativa do capitão John Grover, foi formado um comité com o objetivo de libertar Conolly e Stoddart, o qual juntou uma verba de 500 libras, que foi entregue ao reverendo Wolff, que se dispôs a ir a Bucara. John Grover publicou um registo da transação, com uma lista de assinantes em anexo, a que deu o título "As Vítimas de Bucara",o qual transmite uma dolorosa impressão da procrastinação do governo e as intenções cruzadas de muitas das partes envolvidas.
As conclusões das arriscadas investigações de Wolff em Bucara foram que Conolly, Stoddart e outras vítimas, «depois de suportarem agonias na prisão dum personagem muito terrível […] foram cruelmente chacinados em algum momento de 1843» (AH 1259) e que o instigador do crime foi o pretenso amigo dos ingleses, Abdul Samute Cã, nayeb (primeiro-ministro) de Nasir Ulla Bahadoor (o emir Nasrulá). Os registos militares do India Office dão como provável que as execuções tenham ocorrido em 1842. Wolff parece ter achado posteriormente que tenham ocorrido mais tarde, mas após uma revisão de todos os dados disponíveis, o historiador militar John William Kaye considerou que Conolly e Stoddart foram provavelmente executados em 17 de junho de 1842.
A notícia da execução teve um grande impato no Reino Unido, havendo acusações das autoridades de Londres e Calcutá terem abandonado os dois oficiais à sua triste sorte, sem nada fazerem para os libertar ou vingar. A publicação do livro “Narrative of a Mission to Bokhara”, onde Joseph Wolff relata detalhadamente a sua viagem e as investigações que fez em Bucara, onde por pouco também não foi preso, tornou Conolly e Stoddart conhecidos de todos os britânicos nos anos seguintes. Durante vários anos, pelo menos até 1868, foram proibidas todas as expedições oficiais fora das fronteiras da Índia, exceto com autorização especial do vice-rei.